# Vittorio Tracuzzi
Vittorio Tracuzzi, né le 2 janvier 1923, à San Filippo del Mela, en Italie et décédé le 21 octobre 1986, à Bologne, en Italie, est un joueur et entraîneur italien de basket-ball. 

## Palmarès
- Coupe des coupes 1967
- Champion d'Italie 1955, 1956, 1964
- Champion d'Italie féminin 1954